# White Palms
White Palms (Hongaars: Fehér Tenyér) is een film uit 2006 geregisseerd door Szabolcs Hajdu. Hongarije schreef zich met deze film in voor de 79ste Oscaruitreiking voor een nominatie als Beste Niet-Engelstalige film, maar werd niet geaccepteerd voor een nominatie.